# Эсперак
Эспера́к (фр. Espeyrac, окс. Espeirac) — коммуна во Франции, находится в регионе Окситания. Департамент — Аверон. Входит в состав кантона Антрег-сюр-Трюйер. Округ коммуны — Родез.
Код INSEE коммуны — 12097.
Коммуна расположена приблизительно в 480 км к югу от Парижа, в 145 км северо-восточнее Тулузы, в 30 км к северу от Родеза.

## Население
Население коммуны на 2008 год составляло 242 человека.
| 1962 | 1968 | 1975 | 1982 | 1990 | 1999 | 2008 |
| ---- | ---- | ---- | ---- | ---- | ---- | ---- |
| 405  | 352  | 305  | 287  | 225  | 243  | 242  |

## Экономика
В 2007 году среди 124 человек в трудоспособном возрасте (15—64 лет) 90 были экономически активными, 34 — неактивными (показатель активности — 72,6 %, в 1999 году было 60,1 %). Из 90 активных работали 87 человек (51 мужчина и 36 женщин), безработными были 3 мужчины. Среди 34 неактивных 7 человек были учениками или студентами, 18 — пенсионерами, 9 были неактивными по другим причинам.

## Фотогалерея
- Эсперак
- Эсперак
- Церковь
- Крест